# NOC2L
NOC2L‏ (NOC2 like nucleolar associated transcriptional repressor) هوَ بروتين يُشَفر بواسطة جين NOC2L في الإنسان.